# Larry MacPhail
Pour les articles homonymes, voir MacPhail.
Leland Stanford "Larry" MacPhail, Sr., né le 3 février 1890 à Cass City (Michigan) et décédé le 1er octobre 1975  à Miami (Floride), est un avocat américain, propriétaire d'écurie et dirigeant de baseball.
Successivement manager des Reds de Cincinnati, président des Brooklyn Dodgers puis manager-président-propriétaire des Yankees de New York et membre du comité exécutif de la Ligue majeure de baseball, il est élu au Temple de la renommée du baseball en 1978.

## Baseball

### Biographie
Le père de Larry fonde la Stade Savings Bank of Scottville dans le Michigan en 1882, ainsi qu'une vingtaine d'autres petites banques dans l'État. Larry obtient un diplôme de l'université de droit de Washington où il rencontre Branch Rickey. Il travaille dans un cabinets d'avocats de Chicago puis dirige un magasin à Nashville dans le Tennessee.
Enrôlé dans l'armée pendant la Première Guerre mondiale, il sert comme capitaine d'infanterie en France et en Belgique. 
Rentré aux États-Unis, il ouvre un cabinet à Columbus dans l'Ohio et prend des parts dans une organisation de Ligue mineure affiliée aux Cardinals de Saint-Louis. En 1933, il est embauché par les Reds de Cincinnati et devient gérant de la franchise jusqu'en 1937.
En 1938, il devient président des Brooklyn Dodgers, un poste dont il démissionne en 1942 pour prendre la tête d'une commission à l'armée pendant la Seconde Guerre mondiale. C'est son ami Branch Rickey qui le remplace chez les Dodgers. On lui doit des innovations en Ligue majeure telles que l'organisation de matchs en nocturne et la retransmission régulière de matchs à la télévision. C'est lui qui lance Red Barber comme commentateur pour les Reds et les Dodgers.
En 1945, à la fin de la guerre, il est colonel. Une nouvelle fois de retour aux États-Unis, il devient manager-président et propriétaire, en compagnie de Dan Topping et Del Webb des Yankees de New York pendant trois ans. Il remporte la Série mondiale 1947 et revend ses parts à Topping et Webb avec qui les relations se sont détériorées.
Il est élu au Temple de la renommée du baseball en 1978. Son fils Lee, aussi élu en 1998, fait d'eux la seule paire père/fils jamais élue au temple de la renommée. Son autre fils, Bill, est président de CBS Sports et de CNN Sports. Son petit-fils, Andy, est manager des Cubs de Chicago et des Twins du Minnesota puis président des opérations baseball chez les Orioles de Baltimore. 

### Larry MacPhail Trophy
Il laisse son nom à un trophée décerné en Ligue mineure récompensant chaque année les équipes investies dans les communautés locales, partenaires d'événements et d'œuvres charitables.

## Hippisme
Larry MacPhail est propriétaire d'une ferme de 400 hectares près de Bel Air (Maryland) dans le Maryland. Éleveur de chevaux de course, il remporte des titres tels que la Narragansett Special en 1952. La même année, il devient président de l'hippodrome de Bowie (Maryland), une position qu'il occupe pendant treize mois. 